# Acalolepta sculpturata
Acalolepta sculpturata là một loài bọ cánh cứng trong họ Cerambycidae.